# 377 Campania
Campania (asteroide 377) é um asteroide da cintura principal com um diâmetro de 91,05 quilómetros, a 2,4896029 UA. Possui uma excentricidade de 0,0754728 e um período orbital de 1 614 dias (4,42 anos).
Campania tem uma velocidade orbital média de 18,15045601 km/s e uma inclinação de 6,68241º.
Esse asteroide foi descoberto em 20 de Setembro de 1893 por Auguste Charlois.
Este asteroide recebeu este nome em homenagem a Campânia, na Itália. 